# Nguyễn Phúc Đài
Nguyễn Phúc Đài (chữ Hán: 阮福旲; 5 tháng 10 năm 1795 – 14 tháng 11 năm 1849), tước phong Kiến An vương (建安王), là một hoàng tử con vua Gia Long nhà Nguyễn trong lịch sử Việt Nam.
Kiến An vương Đài là người học rộng hay thơ. Trước tác của ông có hai bài thơ là Dưỡng mông và Bảo quang.

## Tiểu sử
Hoàng tử Đài sinh ngày 23 tháng 8 (âm lịch) năm Ất Mão (1795), là con trai thứ năm của vua Gia Long, mẹ là Thuận Thiên Cao Hoàng hậu Trần Thị Đang. Ông là anh em cùng mẹ với vua Minh Mạng và Thiệu Hóa Quận vương Nguyễn Phúc Chẩn.
Năm Gia Long thứ 16 (1817), hoàng tử Đài được phong làm Kiến An công (建安公).

### Thời Minh Mạng
Kiến An công Đài là người ngay thẳng, giỏi văn thơ, tính tình phóng khoáng rộng rãi, lấy lễ tiếp đãi kẻ sĩ nên vì thế mà bổng lộc không đủ dùng. Năm 1820, vua Minh Mạng mới lên ngôi, cho ông 2000 quan tiền, răn dạy rằng: “Nghe thấy em không đủ tiền tiêu dùng, vậy cấp cho tiền. Em phải nghĩ đấy, những bổng lộc ấy là máu mỡ của dân. Phải cung kiệm để nối nghiệp nhà, đừng xa xỉ mà hại đức. Ta vì thiên hạ giữ của há có thể thường dùng của công làm ơn riêng mãi được sao?”. Vua Minh Mạng rất quý các hoàng đệ, cứ 5 ngày một lần sai người đến các phủ của họ hỏi thăm, khi rỗi việc triều chính thì thỉnh thoảng đến chơi.
Năm thứ 4 (1823), vua cho Kiến An công Đài 1000 phương gạo và Thiệu Hóa công Chẩn 500 phương gạo, dụ rằng: “Bớt sự tiêu phiếm, đức tính tiết kiệm là rất tốt, phải nên nghĩ đấy”.
Năm thứ 8 (1827), thuộc viên phủ Kiến An công là Hoàng Văn Quy làm giả ấn tín của Kiến An công, bị phát giác, vua giao Quy cho bộ Hình nghiêm xét, bị kết án xử trảm hậu.
Năm thứ 11 (1830), Kiến An công Đài có một tên hầu gái trốn đến làm con hát ở nhà Thống chế Kinh tượng là Phạm Văn Điển. Đài sai đám gia nhân là Lê Đình Nhượng đến bắt, bị Điển cùng con trai là Thân đánh bị thương. Việc ấy đến tai vua, giao cho bộ Hình bàn xử. Bộ thần xét ra bọn Đình Nhượng đều là dân lậu sổ, bị đổi chỗ. Lại xử Điển vì tội chứa nuôi người trốn, con là Thân chịu 80 trượng. Vua dụ rằng: “Phạm Văn Điển thân làm đình thần không biết giữ gìn cẩn thận, mà lại dung nạp kẻ vô lại, chứa nuôi người trốn, thực là tự ý làm bậy, bộ nghĩ giáng điệu, tội cũng đáng rồi, nhưng nghĩ lại vì nghe lời con là Phạm Văn Thân, Thân đã bị đánh trượng đã đáng tội rồi. Điển đổi làm giáng 3 cấp lưu. Không cần xét nữa. Kiến An công Đài nuôi đứa lậu đinh, cũng là không phải, tạm truyền quở trách”.
Năm thứ 13 (1832), Tổng trấn Gia Định Lê Văn Duyệt nguyên trước đây có giấu riêng 1 thớt voi, bộ Binh đem việc đó tâu lên. Vua cho rằng, voi trận không như trâu ngựa, tư gia không được nuôi riêng. Vì vậy, các hoàng đệ là Kiến An công Đài, Định Viễn công Bính, Diên Khánh công Tấn mỗi người được ban cho một thớt voi từ khoảng niên hiệu Gia Long đều đem nộp trả cả.
Năm thứ 14 (1833), Kiến An công sai Cai đội thuộc phủ là Lê Văn Quát đi Hà Nội mua ngựa, Quát nhân đó đi tắt lên Cao Bằng sách nhiễu tiền của dân. Tuần phủ Lạng Sơn là Hoàng Văn Quyền đem việc ấy tâu cho vua Minh Mạng biết. Vua dụ rằng: “Phiên phủ vốn không được phái người đưa văn thư đi các địa phương và can dự vào mọi sự việc ở ngoài. Điều này, trước đây đã chuẩn y lời bàn của Bộ mà thi hành rồi. Nay người của Kiến An công phái đi, chỉ là người riêng, làm việc riêng, vốn không giống với điều can thiệp việc ngoài; nhưng không nên khinh suất, ủy thác tiểu nhân, để đến nỗi nó ra ngoài ngông nghênh sinh sự, vậy hẵng theo luật nhẹ, phạt lương thân công 1 năm. Còn Lê Văn Quát giao cho tỉnh Lạng Sơn tra xét xử nghĩ”. Kiến An công Đài bị mất 1 năm lương, còn Quát bị khép tội chết. Cuối năm đó, vua Minh Mạng nghĩ tình anh em nên gia ân cho số lương bị phạt 1 năm của Đài được chia làm 2 năm, mỗi năm chiết trừ một nửa, cấp cho một nửa để ông chi dùng.
Cũng trong năm đó, Lê Văn Khôi dấy binh làm loạn, Kiến An công Đài lấy cớ người thiếp của mình là cháu gọi Khôi bằng cậu, xin truất làm nàng hầu (thấp hơn danh phận vợ lẽ). Vua bảo rằng: “Nó là vợ lẽ ngươi, đã hơn 10 năm, biết gì đến việc nhà họ ngoại ? Huống chi cháu gọi bằng cậu, theo luật, cũng không bắt tội đến. Nay đã truất làm đầy tớ gái, thì chuẩn cho đoàn tụ. Vả lại, việc ấy đối với ngươi, lại không can thiệp gì, bất tất phải quá sợ hãi nên cứ theo lệ thường, vào chầu hầu, từ nay, nên bỏ việc giao thiệp với ngoài, thì khỏi lụy, cẩn thận về lời nói việc làm, thì ít lỗi”.
Năm thứ 15 (1834), nhân dịp Kiến An công lên thọ 40, vua sai hoàng tử Phú Bình công Miên Áo đem Quản thị vệ Vũ Văn Giải mang đồ quý báu và nhiễu hoa đến thưởng cho.
Năm thứ 16 (1835), Nguyễn Đức Lợi là thuộc hạ trong phủ Kiến An công đi mua riêng đường cát của dân, vốn là đường do triều đình xuất vốn để làm bán sang nhà Thanh. Việc đến tai Minh Mạng. Vua truyền dụ quở Kiến An công: “Thân công có dùng đường vào tiệc tùng kẹo bánh trong một năm, nhiều lắm chẳng qua cũng đến 1000 cân là cùng, thì mua ở chợ búa với giá thỏa thuận cũng không sao cả, việc gì đến nỗi phái thuộc hạ đi tắt đến nhà dân mua tư hàng đến 3000 cân, làm cho người ta phải tham hặc! Lại nữa, ấn công để dùng vào chương sớ và việc quan trọng, nay lại dùng về việc tìm mua đồ ăn, như thế đều là không đúng!”, bắt phải trả tiền đủ 3000 cân đường đó. Tên Lợi thêm tội mua khống, bị phạt trượng, phát đi làm lính ở ven biên giới Quảng Nam.
Tháng 8 (âm lịch) năm đó, vua bảo Kiến An công Đài rằng: “Trước kia, trong thành Phiên An có kéo một lá cờ, đề những chữ Kiến An công. Xét ra, những phạm nhân bị bắt đều khai rằng, vì giặc sợ người trong thành không theo, cho nên làm thế để cố kết lòng người. Vả, em là chỗ chí thân của nước, từ trước đến nay một niềm trung ái, ta thực không ngờ vực gì cả! Nếu thực quả có bụng nào mà hình tích bại lộ, tức là phải tội với tổ tông, thì nhà nước đã có pháp luật, ta sẽ phải vì nghĩa cả mà dứt tình thân, chứ không dám vì tình thân mà bỏ phép nước. Song ta biết quân giặc làm vậy, chỉ là giả dối càn bậy, há vì thế mà bắt tội em hay sao? Vậy em chớ nên bận lòng”.
Năm thứ 20 (1839), thuộc hạ ở phủ Kiến An công là bọn Nguyễn Văn Nho lẻn đi Nam Kỳ, mạo xưng là quan chức, làm văn bằng giả, cho dân lậu sổ để sách thủ tiền tài. Việc phát ra, cả đám bị xử trảm giam hậu. Kiến An công vì sơ suất không tra xét, bị phạt 3 tháng lương.
Năm thứ 21 (1840), vua cho đúc các con thú bằng vàng để ban thưởng cho các hoàng thân anh em, các hoàng tử công và hoàng tử chưa được phong tước. Kiến An công Đài được ban cho một con voi bằng vàng nặng 19 lạng 4 đồng cân.

### Thời Thiệu Trị
Năm Thiệu Trị thứ 2 (1842), tháng 2 (âm lịch), vua ban áo cẩm bào cho Kiến An công, dụ rằng: “Trong Nam nực nhiều, ngoài Bắc rét nhiều, khí hậu khác nhau thế đó. Chiếc áo ngự mới may đây, nay đem cho Công, vì Công là người rất thân với nhà vua, nên hậu lễ đãi Công”. Lúc này, ông đã lớn tuổi, vua cho ông được miễn quỳ lạy, chỉ cần làm lễ một vái.
Năm thứ 3 (1843), tháng 4 (âm lịch), làm lễ Hạ hưởng, ban cho các hoàng tử, hoàng thân và các quan văn võ yến tiệc ở điện Cần Chánh. Vua dụ: “Bảy vị thân công (chỉ các em của vua Minh Mạng) đều là chú ta, tuổi đã nhiều, để nâng chén rượu múa nhảy và khúm núm đi lại, thì không phải là trọng đãi, nên miễn cho”. Sau đó, vua lại cấp cho ông một chiếc thuyền Trường bồng sam bản để đi theo hầu.
Năm thứ 4 (1844), tế trời đất ở đàn Nam Giao. Lễ xong, vua thưởng cho hoàng thân và các quan văn võ kim tiền, ngân tiền theo thứ bậc. Các hoàng thúc của vua đều được ban thêm một đồng kim tiền lớn hạng nhất có chữ Long vân khế hội.
Năm đó, Kiến An công lên thọ 50. Vua tự làm bài thơ, sai hoàng trưởng tử Hồng Bảo, Thị vệ Vũ Văn Giải và Nội các Lê Khánh Trinh mang đi cùng với vàng ngọc, vóc lụa ở trong kho đến ban cho ông. Trước đây, vua dụ bộ Lễ rằng: “Kiến An công là bậc rất tôn thân của nước, năm nay lên thọ 50, lòng ta rất vui mừng, chuẩn định trước hãy thưởng 2000 quan tiền; đến ngày khánh đản, các quan ở bộ trước tâu lên, đợi ta ban vật hạng để làm lễ mừng thọ”. Ngày hôm ấy, Kiến An công lạy tạ ơn ban. Vua cho ông ngồi, lại chính tay rót rượu thọ, sai hoàng tử cung kính bưng đến ban cho, lại ban thêm cái gậy như ý bằng bạch ngọc. Kiến An công do Nhân tuyên Thái hậu sinh ra, được hưởng ân lễ tôn hậu, các thân công không ai sánh được.
Tháng 4 (âm lịch) năm thứ 6 (1846), vua cho các hoàng thúc đều miễn lạy chúc thọ, cho ngồi ở hàng trên, chờ được vua ban rượu, để tỏ chí ý hậu đãi người thân.

### Thời Tự Đức
Năm Tự Đức thứ 2 (1849), ngày 21 tháng 9 (âm lịch), Kiến An công Đài mất, thọ 55 tuổi. Vua rất thương tiếc, nghỉ coi chầu 5 ngày, truy tặng ông làm Kiến An vương (建安王), ban tên thụy là Cung Thuận (恭慎), cho 4000 quan tiền tuất, chiếu theo lệ làm lễ đưa đám Thiệu Hoá Quận vương Chẩn mà làm hậu thêm lên. Ngày an táng Kiến An vương, vua sai quan đến tế một đàn.
Tẩm mộ của ông được táng tại làng Dương Xuân, huyện Hương Thủy, phủ Thừa Thiên (nay thuộc phường Vĩ Dạ, thành phố Huế). Phủ đệ của Kiến An vương nằm ven bờ sông Như Ý (còn có tên là sông Thiên Lộc), ở bên phía Vỹ Dạ  (nay là đường Hàn Mặc Tử, phường Vỹ Dạ, thành phố Huế). Phủ được xây vào năm 1817, cùng lúc ông được phong tước Công.

## Quyển sách phong bằng đồng
Vào năm 1994, quyển sách phong bằng đồng của Kiến An vương được phát hiện tại Quảng Nam, được nhân viên Bảo tàng Điện Bàn mua lại từ một người trong nhóm rà tìm phế liệu với giá tiền 1,5 triệu VNĐ. Các trang sách đã bị xáo trộn do những người rà phế liệu tháo ra xem, nhưng rất may là đã được những người phiên dịch sắp xếp lại.
Nội dung của sách đồng của chép lại việc phong tước Công và tước Vương cho hoàng tử Nguyễn Phúc Đài, cùng việc tập tước Quận công cho công tử Lương Viên. Bên cạnh đó, 2 bài thơ Đế hệ thi và bài Phiên hệ thi dành riêng cho phòng Kiến An của hoàng tử Đài cũng được khắc vào sách.
Theo lệ, sách phong của các hoàng thân làm bằng vàng (tức kim sách), nhưng để bồi thường chiến phí cho Pháp theo Hòa ước Nhâm Tuất (1862), ngoài việc thu gom vàng bạc trong quốc khố và thu hồi bảo vật trong các cung điện để đúc thành thỏi, vua Tự Đức cũng lệnh cho các phi tần, hoàng thân, công chúa... nộp lại kim ấn, kim sách, sau đó cấp lại các ấn, sách bằng đồng cho họ.

## Gia quyến
Kiến An vương Đài có 40 con trai và 41 con gái. Dưới đây liệt kê tên của một số người:
- Lương Kỳ, công tử trưởng, mất năm Minh Mạng thứ 9 (1829), được tặng làm Phụng ân tướng quân rồi cải thành Phụng quốc khanh[27], thụy là Mẫn Tuệ, cho 1000 quan tiền và 40 tấm vải lụa[28].
- Lương Viên, công tử thứ. Năm Thiệu Trị thứ 3 (1844), được phong làm Phúc Trạch Đình hầu[29]. Năm Tự Đức thứ 8 (1855), được tập phong làm Kiến An Quận công[4].
- Lương Thành, công tử thứ tư. Con gái là Công tôn nữ Thị Quy lấy ông Quang Xán, cháu nội của đại thần Trương Đăng Quế. Con là Kiến Lung tập phong Huyện hầu[4].
- Lương Bích, sinh con trai tên là Kiến Phúc.
- Lương Diên, Lương Cận, Lương Phầu: Tháng 12 năm Tự Đức thứ 6 (1853) phạm tội ăn cắp của cải trong phủ và hút thuốc phiện, bị phạt trượng.
- Lương Kiên, năm Tự Đức thứ 7 (1854) phạm tội dẫn trộm vào phủ Tước công lấy của, bị xử phạt 100 trượng.
- Lương Sinh, năm 1864 dưới thời vua Tự Đức tham gia cuộc nổi dậy tại Kinh thành Huế do công tử Nguyễn Phúc Hồng Tập cầm đầu. Bị đổi sang họ mẹ (họ Cao), xử phạt 100 trượng và lưu đày.
- Lương Cẩn, sau khi Kiến An Vương chết thì lấy thị tì của cha. Bị tước bỏ tên trong phủ Tôn nhân, cải thành họ mẹ.
- Ngọc Viên (1813 – 1889), công nữ thứ, pháp danh Hải Thông, xuất gia ở chùa Tường Vân (Huế). Định Hòa Công chúa Ngọc Cơ, em của Kiến An vương Đài, sau đó đã mời bà đến an trú tại chùa Đông Thuyền của công chúa. Bà Ngọc Viên sau đó kế tục người cô làm tự chủ của chùa.